# Straße von Otranto
Die Straße von Otranto [ˈɔːtranto] ist eine Meerenge im Mittelmeer zwischen der Apenninhalbinsel bzw. Salento im Westen und der Balkanhalbinsel im Osten. Sie verbindet die Adria im Norden mit dem Ionischen Meer im Süden. An der schmalsten Stelle, ungefähr zwischen dem italienischen Otranto und dem albanischen Vlora (Kepi i Gjuhëzës auf der Halbinsel Karaburun) ist die Meeresstraße 71 Kilometer breit.
Schon seit der Antike war die Straße von Otranto von entscheidender strategischer Bedeutung. Die Römer setzten hier ihre Truppen in Richtung Osten über. Die Legionen marschierten auf den italienischen Heerstraßen bis nach Brundisium (heute Brindisi), hatten dann nur eine eintägige Seereise vor sich und konnten auf dem Balkan die Via Egnatia Richtung Osten benutzen.
An der Straße von Otranto ließ sich die Schifffahrt gut überwachen und gegebenenfalls mit militärischen Mitteln unterbinden. Die Republik Venedig, welche die Adria mehrere hundert Jahre mit ihren Galeeren beherrscht hat, baute deshalb auch Stützpunkte an der Straße von Otranto auf. Dies waren Vlora und Butrint in Albanien sowie die nahe gelegene Insel Korfu. 1480 setzten die osmanischen Türken von Albanien nach Otranto über, um Italien dem Islam zu unterwerfen.
In den zwei Weltkriegen lauerten oft U-Boote in der Meerenge und versenkten die gegnerischen Schiffe. Eine Durchfahrt war extrem gefährlich. Die Italiener, Franzosen und Briten verhinderten durch die Seesperre von Otranto während des gesamten Ersten Weltkriegs ein Auslaufen der österreichisch-ungarischen Kriegsmarine aus der Adria. Im Mai 1917 gelang es der k.u.k. Kriegsmarine im Seegefecht in der Straße von Otranto zwar, den Alliierten an der Seesperre schwere Schäden zuzufügen, während sie selbst kaum Schäden davontrug, doch konnte die Seesperre nicht durchbrochen werden. Ein zweiter und letzter Versuch scheiterte im Juni 1918, als die Alliierten vorzeitig die herannahende k.u.k. Kriegsmarine bemerkten. Hierbei konnte eines der vier österreichischen Großschlachtschiffe, die Szent István, versenkt werden. Das Überraschungsmoment war weggefallen, der Angriff wurde abgebrochen.
In den 1990er Jahren war die Straße von Otranto eine wichtige Route für die illegale Einwanderung in die EU, denn hier kann das Meer relativ gefahrlos überquert werden, weil es keine starken Strömungen gibt. Bei gutem Wetter ist die Strecke mit Schnellbooten in gut zwei Stunden bewältigt. Es kam aber auch wiederholt zu Unglücken, insbesondere bei schlechtem Wetter. Am 29. März 1997 ertranken 87 Auswanderer – darunter viele Frauen und Kinder –, nachdem ein Schiff der italienischen Küstenwache mit ihrem Schnellboot zusammengestoßen war. Im Januar 2004 erfroren mindestens 20 Menschen, nachdem ein Schlauchboot in einem Sturm wegen Motorschaden in Seenot geraten war und von den Rettungskräften stundenlang nicht gefunden werden konnte. Schätzungen gehen davon aus, dass im Jahr 1999 etwa 340 Personen beim Überqueren des Kanals der Tränen, wie die Meerenge in Albanien zwischenzeitlich genannt wurde, ums Leben kamen. Der Menschenschmuggel über die Straße von Otranto konnte von den albanischen Behörden unter anderem mit Hilfe aus Italien und Deutschland zu einem Großteil unterbunden werden; zahlreiche Schlauchboote wurden konfisziert und verbrannt.